# Parasterope maddocksae
Parasterope maddocksae is een mosselkreeftjessoort uit de familie van de Cylindroleberididae. De wetenschappelijke naam van de soort is voor het eerst geldig gepubliceerd in 1998 door Kornicker in Kornicker & Thomassin.